# Wilhelm Conrad Holst
Wilhelm Conrad Holst, född den 2 januari 1807, död den 4 mars 1898, var en dansk skådespelare, gift med Elisabeth Frederikke Margrete Heger, far till Fritz Holst.
Holst inträdde 1828 vid kungliga teatern och blev inom kort publikens gunstling som framställare av älskar- och tragiska hjälteroller. Vid sin avgång från scenen 1872 hade han spelat inalles över 400 roller. Under kriget 1848 förde han som "månedslöjtnant" med heder en kanonbåt. Han uppträdde även som dramatisk författare.

## Utmärkelser
- Dannebrogsmännens hederstecken,  1849[1]
- Riddare av Dannebrogorden,  1852[1]
- Förtjänstmedaljen i guld,  1884[1]

[Redigera Wikidata]